# Michael Jebsen jun.
Michael Jebsen jun. (* 13. September 1911 in Apenrade; † 1. Mai 2000 ebenda) war ein deutscher Reeder, Unternehmer und Vorsitzender der Knivsberggesellschaft.

## Leben und Werk

### Ausbildung
Michael Jebsen wuchs in Apenrade auf und legte 1929 am Realgymnasium in Flensburg sein Abitur ab. Im gleichen Jahr begann er eine kaufmännische Lehre in der Familienfirma Jebsen & Jessen in Hamburg. Es folgte ein Volontariat bei der Reederei A. P. Møller (Maersk-Line) in Kopenhagen, deren Vertretung für das China-Geschäft Jebsen & Co., Hongkong, damals gerade übernommen hatte. Anschließend absolvierte Jebsen eine zusätzliche Shipping-Ausbildung bei der Deutschen Levante-Linie, die eine Linienfahrt im Mittelmeer und im Schwarzen Meer unterhielt.

### Zweiter Weltkrieg
1933 reiste er mit dem Dampfer „Saarbrücken“ der Reederei Norddeutscher Lloyd nach Hongkong und war dort sowohl in der Schifffahrtsabteilung, die die Maersk-Line und HAPAG betreute als auch in der Im- und Exportabteilung tätig. 1936 erhielt er Prokura. 1938 übernahm Michael Jebsen vertretungsweise die Leitung von Jebsen & Co in Kanton. Im Oktober 1938 marschierten dort die Japaner ein, wodurch die südchinesische Handelsmetropole ihre führende Rolle als Drehscheibe für den Handel mit dem Westen verlor und diese in sich in der Folge nach Hongkong verlagerte. Im Mai 1939 wurde Michael Jebsen nach Shanghai geschickt, wo er die Leitung der seit langem defizitären Niederlassung übernahm, um diese wieder in die Gewinnzone zu bringen und durch die Kriegswirren des Zweiten Weltkrieges zu steuern.
Die Schwierigkeiten wurden nicht geringer durch den Umstand, dass die Besitzerfamilien aus ihrer Zugehörigkeit zur Deutschen Minderheit in Nordschleswig nie ein Geheimnis machten. 1944 wurde Michael Jebsen von seinem Vetter Heinz Jessen als Partner bin die Firma aufgenommen und war nach dessen plötzlichen Tod vier Monate später Alleininhaber von Jebsen & Co.

### Nachkriegszeit
Nach Ende des Krieges blieb Michael Jebsen bis 1949 in Shanghai und verlegte erst wieder 1950 den Hauptsitz der Firma nach Hongkong.
In den folgenden Jahren baute er die Firma in Zusammenarbeit mit seinem Bruder Hans Jacob Jebsen und seinem Vetter Arwed Peter Jessen wieder auf und aus. Letztere nahm er beide später als Partner in der Firma auf. Zu den von Jebsen & Co Hongkong in den folgenden Jahren vertretenen Firmen gehörten u. a. Siemens, Degussa, AGFA, BASF, Merck und Schering. Dazu agierte die Firma als  Generalimporteur der Automarken Volkswagen und Porsche. 1959 übernahm Michael Jebsen aus dem Nachlass seiner Mutter sein Geburtshaus „Lensnack“, das er regelmäßig während seiner jährlich viermonatigen Aufenthalte in Europa bewohnte. Jebsen heiratete nicht. 1981 nahm er Hans Michael Jebsen, den ältesten Sohn seines Bruders Hans Jacob als Partner in Jebsen & Co auf und überließ diesem im Laufe der folgenden Jahre die alleinige Geschäftsleitung. Michael Jebsen starb 2000 in seinem Apenrader Haus „Lensnack“.

### Knivsberggesellschaft
Nach dem Tod seines Vaters Jacob Jebsen, der den Vorsitz der Knivsberggesellschaft 1937 an Rechtsanwalt Sophus Erichsen aus Hadersleben abgegeben hatte, trat Michael Jebsen 1953 in den Vorstand der Gesellschaft und übernahm 1957 den Vorsitz. Die Distanz zu den Nationalsozialisten, die die Jebsens und die Knivsberggesellschaft während des Zweiten Weltkrieges und der Besetzung Dänemarks stets gewahrt hatten, rettete diese über das Kriegsende und sorgte dafür, dass der Knivsberg nach Kriegsende nicht konfisziert wurde.
1979 konnte Michael Jebsen den damaligen Bundespräsidenten Walter Scheel auf dem Knivsberg begrüßen, den dieser in Verbindung mit dem ersten Staatsbesuch eines Bundespräsidenten bei der Deutschen Minderheit in Nordschleswig besuchte, dort eine Festansprache hielt und einem musisch-kulturellen Programm in der „Mulde“, dem Amphitheater auf dem Knivsberggelände, beiwohnte.

## Ehrenamtliche Tätigkeiten
- 1957 bis 2000 Vorsitzender der Knivsberggesellschaft